# Stenogobius marinus
Stenogobius marinus es una especie de pez de la familia de los Gobiidae en el orden de los Perciformes.

## Morfología
Los machos pueden llegar a alcanzar los 5,5 cm de longitud total y las  hembras 4,55.

## Hábitat
Es un pez  de clima tropical y demersal.

## Distribución geográfica
Se encuentra en la costa noroccidental de Nueva Guinea.

## Observaciones
Es inofensivo para los humanos.